# Gassville, Arkansas
Gassville là một thành phố thuộc quận Baxter, tiểu bang Arkansas, Hoa Kỳ. Năm 2010, dân số của thành phố này là 2078 người.

## Dân số
- Dân số năm 2000: 1706 người.
- Dân số năm 2010: 2078 người.